# Chris Farley
Christopher Crosby «Chris» Farley (Madison, Wisconsin, 15 de febrero de 1964-Chicago, 18 de diciembre de 1997) fue un comediante y actor estadounidense. Reconocido por su papel protagonista como Haru en Un Ninja en Beverly Hills, fue miembro de Second City Theatre y más adelante se unió al reparto del programa de variedades Saturday Night Live donde destacó creando personajes como el motivador Matt Foley. Protagonizó una serie de películas cómicas exitosas durante los años noventa antes de su muerte por una sobredosis de drogas a finales de 1997. Su hermano Kevin Farley también es comediante.

## Biografía
Farley nació el 15 de febrero de 1964 en Madison, Wisconsin, y creció en Maple Bluff. Su padre, Thomas John Farley Sr. (1936–1999), era dueño de una compañía petrolera, y su madre, Mary Anne (née Crosby), era ama de casa. Tenía cuatro hermanos: Tom Jr., Barbara, Kevin, John, siendo estos dos últimos actores también. Su primo, Jim, es Vicepresidente Ejecutivo y Presidente de Mercados Globales de Ford Motor Company.
La familia de Farley es católica y de ascendencia irlandesa. Farley asistió a escuelas católicas en su ciudad natal, incluida Edgewood High School of the Sacred Heart. Según Joel Murray, miembro del reparto de Second City, Farley "siempre llegaba a misa".
Muchos de sus veranos los pasó como campista y consejero en Red Arrow Camp, cerca de Minocqua, en Wisconsin. Se graduó de la Universidad Marquette en 1986, con una doble especialización en comunicaciones y teatro. En Marquette, jugó al rugby y descubrió el amor por la comedia.
Después de la universidad, trabajó con su padre en Scotch Oil Company en Madison. Primero aprendió el arte de la comedia de improvisación en el Teatro Ark Improv en Madison, bajo la tutela de Dennis Kern.
Farley se aventuró hacia Chicago, actuando primero en Improv Olympic. Luego asistió al Second City Theatre de Chicago, comenzando el mismo día que Stephen Colbert, inicialmente como parte del grupo de gira de Second City.

## Carrera

### Saturday Night Live
Junto con Chris Rock, Farley fue uno de los nuevos miembros del elenco de Saturday Night Live anunciado en la primavera de 1990. En SNL, Farley colaboraba frecuentemente con otros miembros del reparto Adam Sandler, Chris Rock, Tim Meadows, Rob Schneider y David Spade, entre otros. Este grupo llegó a ser conocido como los "Bad Boys of SNL".
Entre los personajes populares interpretados por Farley se incluía Matt Foley, un exagerado orador motivador que constantemente recordaba a otros personajes que estaba "viviendo en una camioneta junto al río". El nombre del personaje fue sacado de un amigo real de Farley que, durante un período problemático, vivía en una camioneta cerca de un río. El verdadero Matt Foley luego se convirtió en sacerdote católico y apareció en el documental de 2015 "Soy Chris Farley". [cita requerida]
Otros personajes famosos de Farley incluyen a Todd O'Connor de Superfans de Bill Swerski, un grupo de estereotípicos habitantes de Chicago que gritaban constantemente "da Bears!"; a Bailarina de Chippendale, en un famoso boceto que lo emparejó con el anfitrión invitado Patrick Swayze; una de las "Gap Girls", que trabajaron juntas en un centro comercial local; un [estereotipo] lunch lady, al tema de Lunchlady Land interpretado por Adam Sandler; Bennett Brauer, a Actualización de fin de semana comentarista que a menudo divulgaba sus problemas personales e higiénicos a través de citas aéreas; y él mismo en The Chris Farley Show, un programa de entrevistas en el que Farley "entrevistó" al invitado con preguntas mal concebidas, regularmente se ponía muy nervioso. [cita requerida]
Algunos de estos personajes fueron traídos a "SNL" desde sus días en Second City. Farley también realizó personificaciones de Tom Arnold (quien dio el elogio de Farley en su funeral privado), Andrew Giuliani, Jerry Garcia, Meat Loaf, Norman Schwarzkopf, Dom DeLuise, Roger Ebert, Carnie Wilson, Newt Gingrich, Mindy Cohn, Mama Cass, Hank Williams Jr. y Rush Limbaugh.
Fuera de la pantalla, Farley era conocido por sus bromas en las oficinas de "Saturday Night Live". Sandler y Farley harían bromas telefónicas nocturnas desde las oficinas de SNL en Rockefeller Center, con Sandler hablando con la voz de una anciana y Farley imitando flatulencias en el teléfono, e incluso una vez defecar por una ventana. También era conocido por desnudarse con frecuencia y hacer varias acrobacias para reír. Rock afirmó una vez que probablemente vio las partes privadas de Farley más que la novia de Farley. Sandler le dijo a Conan O'Brien sobre "The Tonight Show" que NBC despidió a él y Farley del espectáculo en 1995.

### Carrera filmográfica
Farley comenzó su carrera en el cine con apariciones cortas en varias películas de comedia, incluyendo Wayne's World en 1992, Coneheads en 1993, Wayne's World 2 en 1993, Airheads en 1994, y en Billy Madison de Adam Sandler en 1995. Después de que Farley y la mayoría de sus compañeros miembros del elenco terminasen sus contratos con Saturday Night Live después de la temporada 1994-1995, Farley se enfocó en su carrera fílmica. Sus dos primeras películas importantes las protagonizó junto con su compañero de elenco de Saturday Night Live y cercano amigo David Spade. Juntos, el dúo hizo las películas Tommy Boy y Oveja negra en años consecutivos (1995 y 1996). Estos dos filmes fueron éxitos de taquilla nacionales, ganando alrededor de $32 millones de dólares cada uno y ganando un considerable estatus de culto en home video. Estas películas establecieron a Farley como una estrella en ciernes, relativamente prometedora y se le dio el único papel que encabezaba la película de 1997 Beverly Hills Ninja, que terminó en primer lugar de taquilla durante el fin de semana en que se estrenó. Sin embargo, problemas de drogas y alcohol empezaron a interferir con su trabajo y durante la filmación de su película final, Casi héroes, con Matthew Perry, la filmación se detuvo varias veces por causa del tratamiento de Farley y sus recaídas.[cita requerida] Después de su repentina muerte en diciembre de 1997, sus últimas películas completadas, Casi héroes y Dirty Work, fueron lanzadas póstumamente.

### Proyectos inacabados
Farley fue originalmente elegido como la voz del personaje principal en la película Shrek, grabando el 95%, del diálogo del personaje, pero murió justo antes de finalizar la grabación. Los realizadores sintieron que continuar la película sin Farley sería de mal gusto, por lo que el diálogo de Shrek fue regrabado por el excompañero de reparto SNL Mike Myers. Un guion gráfico de la historia con una muestra de Farley como Shrek fue lanzado oficialmente en 2015.
Dav Pilkey, autor de la serie de libros para niños Captain Underpants, había querido que Farley interpretara el papel principal en una potencial serie de televisión basada en los libros, pero descartó la idea después de la muerte de Farley.
Farley estaba programado para aparecer en una tercera película Ghostbusters, que en ese momento estaba destinada a ser sobre un nuevo trío de Cazafantasmas que se enfrentaba a la sobrepoblación en el Infierno.
También estaba destinado a ser Baylene el alamosaurus de la película de Dinosaurio, pero por su fallecimiento fue remplazado por la actriz Joan Plowright, iba a se restrenada en 1996 pero se estrenó en el 2000.

## Problemas de salud y muerte

### Declive de su salud
A principios de 1997, el declive de la salud de Farley fue frecuentemente mencionado en la prensa. Después de su aparición como invitado en el espacio cómico de Saturday Night Live (SNL) por última vez el 25 de octubre de 1997, su voz ronca y su abundante transpiración fueron sometidas al escrutinio público. La prensa amarillista reportó luego que Farley había estado bebiendo en exceso durante la semana de ensayos y utilizando un tanque de oxígeno. Otros reportes sostenían que Farley requería de constantes cuidados durante la filmación de Casi héroes. El actor Matthew Perry dijo que eso no era cierto y que Farley estaba sobrio en el set de televisión. Se sometió a tratamiento para el abuso del alcohol y drogas hasta 31 veces desde 1993, al igual que numerosas visitas a centros de tratamiento para perder peso.
El 18 de diciembre de 1997, su hermano menor John Farley encontró a Chris muerto en su apartamento en el decimosexto piso del edificio John Hancock Center en Chicago. Tenía 33 años, la misma edad que tenía el ídolo de Farley, John Belushi, cuando falleció. 
Su muerte ha sido atribuida a su obesidad, adicción al alcohol y las drogas. Una autopsia reveló que Farley sufrió una sobredosis mientras se administraba una dosis de speedball, una peligrosa combinación de cocaína y heroína. Chris Farley también sufría de una aterosclerosis coronaria la cual jugó un papel fundamental al momento de su muerte.

### Funeral
El funeral de Chris Farley se llevó a cabo en Our Lady Queen of Peace Catholic Church en Madison, Wisconsin, el 23 de diciembre de 1997. Fue inhumado en el Cementerio Resurrection, también localizado en Madison, Wisconsin. Más de quinientas personas asistieron a su funeral, y muchos de ellos eran actores que trabajaron con Farley en el pasado como Adam Sandler, Lorne Michaels, Phil Hartman, Dan Aykroyd, John Goodman, George Wendt, Rob Schneider, Chris Rock, y su esposa. Asistir al funeral de su amigo resultó ser insoportable para algunos; el ausente más notorio fue su antiguo compañero de reparto de SNL y frecuente coestrella de películas David Spade. Spade fue citado posteriormente al decir que él no asistió al funeral de Farley porque "no podía estar en un lugar donde Chris estaba dentro de una caja." Sin embargo, Spade sí apareció en el episodio especial del 25.º aniversario de Saturday Night Live para pedir un momento para recordar a Farley por siempre.

## Filmografía
| Año  | Título              | Rol                          | Notas                                                                           |
| ---- | ------------------- | ---------------------------- | ------------------------------------------------------------------------------- |
| 1992 | Wayne's World       | Guardia de Seguridad         | Reparto                                                                         |
| 1993 | Coneheads           | Ronnie Bradford, el mecánico | Reparto                                                                         |
| 1993 | Wayne's World 2     | Milton                       | Secundario                                                                      |
| 1994 | Airheads            | Oficial Wilson               | Reparto                                                                         |
| 1995 | Billy Madison       | Conductor del autobús        | Reparto (sin acreditar)                                                         |
| 1995 | Tommy Boy           | Thomas "Tommy" Callahan, III | Protagonista (MTV Movie Awards Best On-Screen Duo (Compartido con David Spade)) |
| 1996 | Black Sheep         | Mike Donnelly                | Protagonista                                                                    |
| 1997 | Beverly Hills Ninja | Haru                         | Protagonista (Nominado — MTV Movie Awards Best Comedic Performance))            |
| 1998 | Almost Heroes       | Bartholomew Hunt             | Protagonista (estreno póstumo)                                                  |
| 1998 | Dirty Work          | Jimmy No-Nose                | Reparto (no acreditado/estreno póstumo)                                         |